# Doktorzy honoris causa Uniwersytetu Witolda Wielkiego
Osoby, którym Uniwersytet Witolda Wielkiego w Kownie przyznał honorowe doktoraty.
- Haroldas Benderis	(14 października 1922)
- Petras Vileišis (24 lutego 1923)
- Jonas Sliupas (24 lutego 1923)
- Jonas Basanavičius (28 lutego 1923)
- Augustas Niemi (28 września) 1923
- Pranas Masiotas (17 grudnia 1923)
- Aurelijus Vossas (7 grudnia 1924)
- Petras Vileišis (15 maja 1926)
- Kazys Grinius (11 grudnia 1926)
- Samuelis Zochas (19 maja 1927)
- Vilius Storasta-Vydunas (16 grudnia 1927)
- Inozas Lukasekas (9 czerwca 1928)
- Marija Peckauskaite (5 października 1928)
- Martynas Ycas (28 października 1928)
- Aleksandras Dambrauskas-Jakstas (14 grudnia 1928)
- Jonas Staugaitis (13 lutego 1929)
- Povilas Matulionis (18 czerwca 1929)
- Aleksandras Faidutti (26 czerwca 1929)
- Juozas Tumas-Vaizgantas (12 października 1929)
- Janis Endzelins (19 stycznia 1932)
- Jonas Maciulis-Maironis (29 stycznia 1932)
- Jurgis Baltrušaitis (29 stycznia 1932)
- Matviejus Liubavskis (29 stycznia 1932)
- Dušanas Fainoras (23 lutego 1932)
- Mykolas Biržiška (23 września 1932)
- Petras Leonas (25 września 1932)
- Antanas Smetona (28 października 1932)
- Jokubas Alksnis (16 lutego 1933)
- Taivo J. Bansdorfas (14 grudnia 1934)
- Teodoras Grinbergs (8 lutego 1936)
- Oskaras-Vladislovas Milasius (15 czerwca 1936)
- Jonas Sliupas (11 grudnia 1939)

- Vytautas Landsbergis (18 września 1991)
- Stasys Lozoraitis (18 września 1991)
- Czesław Miłosz (18 września 1991)
- Antanas Liuima (7 lutego 1992)
- Marija Gimbutas (27 stycznia 1993)
- Bernardas Brazdzionis (9 marca 1994)
- Zigmas Zinkevičius (9 marca 1994)
- Antanas Razma (18 października 1995)
- Antanas Rubsys (17 kwietnia 1996)
- Adolfas Damusis (26 marca 1997)
- Alfonsas Nyka-Nyliunas (26 marca 1997)
- Jonas Mekas (30 października 1997)
- Alfred Erich Senn (25 marca 1999)
- Sigitas Tamkevičius (25 marca 1999)
- Vilhelm Einar Stellan Hjerten (30 maja 2001)
- Valdas Adamkus (18 grudnia 2001)
- Vaira Vike Freiberga (18 grudnia 2001)
- Vincas Valkavicius (25 czerwca 2003)
- Miroslav Hroch (21 lutego 2007)
- Orm Øverland (21 lutego 2007)
- Zygmunt Bauman (18 kwietnia 2007)
- Adam Michnik (15 października 2008)
- Waldemar Rezmer (10 grudnia 2008)
- Antanas Kulakauskas (25 lutego 2009)
- Jean-Paul Larēon (25 marca 2009)
- Vytas E. Gruodis 	(25 marca 2009)
- Birutė Galdikas (24 lutego 2010)
- Tomas Venclova (24 lutego 2010)
- Andreas F. Kelletat (24 lutego 2010)
- Kęstutis Trimakas (30 marca 2010)